# キウイブラザーズ
キウイブラザーズ（英:Kiwi Brothers）は、ゼスプリ インターナショナル ジャパン株式会社（ゼスプリ日本法人）のマスコットキャラクターの名称である。

## 概要
ゼスプリの主力商品であるキウイフルーツをモチーフにしたキャラクターのユニット。登場当初はグリーンキウイの「グリーン」、サンゴールドキウイの「ゴールド」の2体で、後にルビーレッドの「レッド」が加わった。「ブラザーズ」と称しているが本当の兄弟ではない。
ゼスプリでは以前に「ゼスプリくん」というキャラクターを用いていたが、2016年よりキウイブラザーズが登場した。最初の2年間は日本だけで展開されていたが、日本国内で人気を博し、商品が想定を上回る輸入量を記録するなど宣伝効果も絶大だったことから海外展開を開始し、2018年にはオランダで、2019年からは韓国など複数国でキウイブラザーズを使用したプロモーションを開始している。
2022年4月、同社の式典（今季のキウイ販売開始記念式）で、キウイブラザーズの着ぐるみが『荒城の月』に合わせた踊りを披露し、SNSで反響を呼んだ。このイベントにはニュージーランド本国のアーダーン首相も出席し、ブラザーズとの記念写真に応じた。アーダーン首相とは2019年にも面会している。

## 誕生の経緯
ゼスプリの資産を作ることを目標としていたゼスプリ・インターナショナル・ジャパン株式会社は、従来のタレント広告ではタレントの名前しか消費者には残らないことを危惧し、キウイの認知を高めるべく、ブランドとして理想的な表現を突き詰め、ブランドの記号となるキウイのキャラクター開発の着手に至る。
キウイは一見、茶色でかわいいとは言えない外見だが、その中身や断面は鮮やかで、美しい緑や黄色であることに着想を得て、綺麗な切り口が印象に残るようなキャラクターにするべく、マペットのデザインにたどり着く。
デザインは、ユニークでありながら普遍的なものを目指し、ストーリー展開や設定については、子供だけでなく大人も広く共感できる現代的なものに仕上げられている。
当初、ニュージーランド本社（ゼスプリ・インターナショナル）からは人気タレントからマペットにCMキャラクターを変更することに対して疑問の声が上がっていたが、ゼスプリ・インターナショナル・ジャパン側が粘り強く説得を続け、日本国内でキウイブラザーズのTVCMをローンチしたところ、大きな反響を得たことでようやくニュージーランド本社が納得したという経緯がある。

## キャラクター設定
キャラクター設定は、公式サイトより。
キウイブラザーズはニュージーランドの農園で生まれ育ち、はるばる海を渡り日本の店頭にやってきたという設定がある。バナナ先輩、りんご先輩、オレンジ先輩ら愉快な先輩フルーツたちに囲まれながら、彼らはゼスプリキウイの素晴らしさをアピールすることが目的である。
グリーン
性格は、真面目で、正義感が強く、しっかり者。自慢の自慢の栄養素は、不足しがちな食物繊維が補える。特技は、他の果物と仲良くすること（スムージー）。
趣味は、お惣菜コーナーまでの散歩。チャームポイントは、ワイルドな柔毛。座右の銘は「蒔かぬ種は生えぬ」。
ゴールド
性格は、陽気で、のんきな、甘えん坊。自慢の栄養素は、1個で1日に必要なビタミンC。特技は、食後のデザートに選ばれること。趣味は、タイムセールスの見学。チャームポイントは、つぶらな瞳。座右の銘は、「果報は寝て待て」。
グリーンとゴールドの見分け方として、 目の中のキラキラの数が違い、グリーンはひとつで、ゴールドはふたつ。皮の色もグリーンの方がやや濃く、ゴールドの方が薄い。といったポイントが公式発表されている。
レッド
性格は、型にはまらない、活発な、お嬢さま。自慢の栄養素は、アントシアニン。特技は、どんな食卓も映えさせること。
趣味は、スイーツ売り場でウィンドウショッピング。チャームポイントは、ピンクの口元。座右の銘は、小さいことは美しい。

## 活動内容

### TVCM
2016年の5月よりキウイブラザーズを起用したCMの放映が開始。
- 2016年「登場」篇
- 2016年「フルーツトーク」篇
- 2017年「選ばれし者のシール！」篇
- 2017年「シールでアピール」篇
- 2018年「完熟キウイ」篇
- 2018年「酸っぱくない」篇
- 2018年「突然のバナナマン」篇
- 2018年「完熟篇・キウイの日」篇
- 2020年「好きなことを楽しみながら」篇 
  - 2020年「好きなことを楽しみながら」篇 15秒
  - 2020年「好きなことを楽しみながら」篇 60秒
- 2021年「ヘルシーは楽しもう」篇
  - 2021年「ヘルシーは楽しもう」篇 15秒
  - 2021年「ヘルシーは楽しもう」篇 60秒
- 2022年「ヘルシーなのにアゲリシャス」篇
  - 2022年「ヘルシーなのにアゲリシャス」篇 15秒
  - 2022年「ヘルシーなのにアゲリシャス」篇 60秒
  - 2022年「ヘルシーなのにアゲリシャス」篇 カラオケバージョン
- 2023年「小さなキウイ、大きなチカラ」篇 (日本語・韓国語)
  - 2023年「小さなキウイ、大きなチカラ」篇 15秒 (日本語版)
  - 2023年「小さなキウイ、大きなチカラ」篇 30秒 (日本語版)
  - 2023年「小さなキウイ、大きなチカラ」篇 カラオケバージョン (日本語版)
  - 2023年「小さなキウイ、大きなチカラ」篇  6秒 (韓国語版)
  - 2023年「小さなキウイ、大きなチカラ」篇 15秒 (韓国語版)
  - 2023年「小さなキウイ、大きなチカラ」篇 30秒 (韓国語版)
  - 2023年「小さなキウイ、大きなチカラ」篇 カラオケバージョン (韓国語版)
- 2024年「10種の栄養素」篇
- 2024年「できることからはじめよう」篇
  - 2024年「朝ごはん」篇  15秒
  - 2024年「栄養バランス」篇 15秒

### CM音楽
2020年CMからは、CMに使用されている楽曲が配信スタート。
- 2019年 恋のマイアヒ〜ゼスプリキウイでアゲリシャス〜（作詞：Dan Mihai Balan、替詞：キウイブラザーズ、作曲：Dan Mihai Balan）[10]
- 2020年 好きなことを楽しみながら feat. 岩崎愛（作詞：キウイブラザーズ、作曲：飛内将大）
- 2021年 ヘルシーは楽しもう feat. 川崎鷹也（作詞：キウイブラザーズ、作曲：深谷天佑）[11]
- 2022年 ヘルシーなのにアゲリシャス（作詞：キウイブラザーズ、作曲：飛内将大）
- 2023年 小さなキウイ、大きなチカラ （作詞：キウイブラザーズ、作曲：飛内将大）2023年5月1日配信開始。
- 2024年 栄養素のうた feat. FRUITS ZIPPER

### グッズ
これまでに、エコバッグやミニタオルなどのグッズが出ている。
また、キャンペーン懸賞品としてぬいぐるみが登場したほか、2019年と2020年にはフィギュアのついたキウイが数量限定で発売された。
テレビCM「好きなことを楽しみながら」篇の影響を受け、宝島社の雑誌「GLOW」2021年7月号にはキウイブラザーズのマスコットポーチが付録として登場した。

### LINEスタンプ
キャラクターがメディアに露出してからほどなく、「LINEスタンプにしてほしい」という消費者の声が寄せられ、2017年にキウイブラザーズのLINEスタンプを発売。 2019年のプロモーションでは、ゼスプリのLINE公式アカウントを友だち追加すると無料でLINEスタンプがダウンロードできるように設計。消費者によるダンス動画の投稿を促すとともに、スタンプは1カ月で330万ダウンロード（＝友だち獲得数）を記録。

### キャンペーン
ポップアップストア Zespri Kiwi Hunt
期間：2017年7月22日〜8月13日
「BAKERY CAFE 426 OMOTESANDO」（東京・渋谷）でポップアップストア「Zespri Kiwi Hunt（ゼスプリ キウイ ハント）」をオープン。欧米に比べてフルーツの喫食習慣が少ない日本。年々、若者のフルーツ離れが深刻化している中、20～40代の感度の高いインフルエンサーをターゲットに、キウイの美味しさ、ゼスプリ・ブランドの認知を高めるための夏季期間限定ポップアップストアを展開。店舗のデザインは、ニュージーランドの大自然をイメージし、ふんだんに緑や木材を取り入れ居心地の良い上質な空間に。キウイを贅沢に使用したオリジナルパフェは、味だけでなく写真映えも考慮し、次々流行を生み出している“TRANSIT”とコラボレーションして開発。店内にはかわいい壁紙のフォトスポットを設け、インスタグラマーイベントも実施。SNSを意識したことで、メディアのPRにもつながる設計とした。期間中の来場者数は2万人を超えた。
KIWI THE HEROキャンペーン
期間：2018年 6月23日～9月1日
ゼスプリの完熟キウイ1万個が抽選で当たる『KIWI THE HERO』キャンペーンを実施し、特設サイトが設けられた。キャンペーンに伴い、キウイの果物仲間である“バナナ”こと、バナナマンとのコラボCM「突然のバナナマン」篇も放映。バナナマン扮する天才科学者シタラとバナナモンスター・ヒムラが、ゼスプリの完熟キウイを奪うという内容で、CM本編では、バナナマンにキウイが奪われたところで終わるが、続きのWEBコンテンツではキウイ・ブラザーズがヒーローとして立ち上がり、完熟キウイを取り返すストーリーとなっている。同年８月24日からは、キャンペーンの参加者が、延べ100万人を突破したことに感謝の気持ちを込め、CM「完熟篇・キウイの日」が放映された。
アゲリシャスキャンペーン
期間：2019年
「アゲリシャス（気分を上げるデリシャスなキウイ）」という言葉をキーワードに据えてテーマソングを制作、また、未完成のミュージックビデオを公開し、一緒に完成させてくれる一般の参加者をバイト風に募集するというキャンペーンを展開した。結果、1か月弱で65000件の応募が集まり、完成版のミュージックビデオのYouTube再生数が1000万回以上となるなど大きな反響を呼んだ。

## 受賞・評価
2016年
- グッドデザイン賞（ゼスプリキウイブラザーズ）

2020年
- 2020 60th ACC TOKYO CREATIVITY AWARDS ブランデッド・コミュニケーション部門B カテゴリー（総務大臣賞　／グランプリ）、第25回 AMD Award '19 （年間コンテンツ賞／優秀賞）、CM総合研究所・CM好感度年間ランキング（作品別／総合１位） と国内の広告賞各賞を受賞[19][20][21][22]。

2021年
- CM総合研究所が調査する6月度のCM好感度ランキングにて、銘柄別・作品別ともにCM好感度1位を獲得[23]。

2022年
- 新CMの初オンエア直後に、Twitterの日本トレンドで1位にランクイン[24]。